# Merialus
Merialus — рід вимерлих вивірко-подібних ссавців ряду Cimolesta. Досі відомо два види Merialus: M. martinae і M. bruneti. Обидва були знайдені в відкладах іпрського віку в Паризькому басейні